# Tony Laureano
Anthony „Tony” Laureano (ur. 25 stycznia 1973), znany również jako El Angelito – amerykański perkusista, muzyk sesyjny portorykańskiego pochodzenia. Naukę gry na instrumencie podjął w wieku 18 lat. W międzyczasie grał także na gitarze basowej. Tony Laureano znany jest przede wszystkim z występów w deathmetalowej grupie muzycznej Nile, której był członkiem w latach 2000-2004. W latach 2004–2005 i 2007-2008 koncertował wraz z norweskim zespołem blackmetalowym Dimmu Borgir. Perkusista wystąpił wraz z grupą m.in. podczas objazdowego festiwalu Ozzfest w Stanach Zjednoczonych w 2004 roku. Zapis koncertów z udziałem Tony’ego Laureano znalazł się m.in. na płycie DVD formacji pt. The Invaluable Darkness (2008).
Od 2004 roku jest członkiem deathmetalowej supergrupy Insidious Disease, którą współtworzy wraz z wokalistą Markiem „Groo” Grewe, gitarzystami - Svenem „Silenozem” Atle Kopperudem i Jonem „Jardarem” Øyvindem Andersenem oraz basistą Shane’em Embury'm. Współtworzył również awangardowy zespół blackmetalowy pod nazwą System:Obscure. Skład grupy oprócz Laureano tworzyli: gitarzysta Steinar Gundersen, wokalista Lars „Balfori” Larsen, organista Bugge Wesseltoft oraz basista Lars Norberg. Muzycy zarejestrowali jedynie trzyutworową płytę promocyjną, a także wystąpili w 2006 roku na Inferno Metal Festival.
Muzyk współpracował ponadto z takimi zespołami jak: Astaroth, Aurora Borealis, Acheron, Angelcorpse, God Dethroned, The Black Dahlia Murder, 1349, Brujeria, Nidingr, Belphegor, Nachtmystium, Naphobia, Internecine, Skeletonwitch, Devolution oraz Malevolent Creation.
Od 2011 roku Laureano pozostaje pracownikiem obsługi technicznej zespołu Megadeth. W latach 2015–2016 współpracował także z zespołem jako muzyk koncertowy, zastępując Chrisa Adlera zobowiązanego występami w grupie Lamb of God.

## Dyskografia
- Naphobia – Of Hell (1995, Club Fear Records)
- Aurora Borealis – Mansions Of Eternity (1996, Nightsky Studios)
- Devolution – Cerebrequiem (1997, wydanie własne)
- Acheron – Those Who Have Risen (1998, Full Moon Productions)
- Angelcorpse – The Inexorable (1999, Osmose Productions)
- God Dethroned – Ravenous (2001, Metal Blade Records)
- Internecine – Book of Lambs (2002, Hammerheart Records)
- Nile – In Their Darkened Shrines (2002, Relapse Records)
- Malevolent Creation – Conquering South America (2004, Arctic Music Group)
- Aurora Borealis – Relinquish (2006, Nightsky Studios)
- Nachtmystium – Assassins: Black Meddle Pt. I (2008, Century Media Records)
- Dimmu Borgir – The Invaluable Darkness (2008, Nuclear Blast)
- Insidious Disease – Shadowcast (2010, Century Media Records)